# 奇鯔
奇鯔為輻鰭魚綱鯔形目鯔科的其中一種，分布於東太平洋的加拉巴哥群島海域，體長可達29.5公分，棲息在沿海海域、紅樹林，以前為奇鯔屬（Xenomugil）下的唯一一種，但現在奇鯔屬已被歸為鯔屬同義詞。

## 擴展閱讀
維基物種上的相關：奇鯔